# 近藤台五郎
近藤 台五郎（こんどう たいごろう，旧字体：近󠄁藤󠄁 臺五郞 ，1907年〈明治40年〉6月1日 - 1991年〈平成3年〉2月8日）は，医学研究者，消化器内科医．元東京女子医科大学教授．日本における消化管内視鏡，特にファイバースコープ研究の草分け的存在．父は日本の外科学の祖 近藤次繁．妻は「マッチ王」として知られる 瀧川儀作の三女の信(のぶ)，兄 近藤駿四郎は元日本医科大学脳神経外科教授．長男 近藤紘一はサンケイ新聞記者，ジャーナリスト．甥の近藤東郎(はるお)は慶應義塾大学名誉教授(公衆衛生学)．

## 略歴
東京市神田区駿河台(現東京都千代田区)に生まれる．名前の「臺(台)」および兄駿四郎の「駿」はこの地名による．誠之幼稚園(文京区西片町)，東京高等師範学校附属小学校，同中学校（現筑波大学附属中学校・高等学校），水戸高等学校を経て，1929年(昭和4年)東京帝国大学医学部に入学，1933年(昭和8年)卒業，第二内科学教室(主任教授 呉建)の副手，1942年助手，1943年講師，1944年上海市同仁医科大学教授，1945年に帰国．1948年胃腸病院副院長，1954年川島胃腸クリニックの副院長を経て，1967年東京女子医科大学消化器内科教授に就任[4]．同年財団法人早期胃癌検診協会中央診療所所長，1972年，第58回日本消化器病学会総会会長をつとめた．1973年東京女子医科大学を退職，1986年早期胃癌検診協会退職．1991年，脳出血のため横須賀市の病院で死去．

## サッカーでの活躍
水戸高等学校在学中は名門のサッカー部に所属し，1926年のインターハイで優勝，1927年8月に開催された第8回極東選手権競技大会(上海)には早稲田大学チームの補強選手として参加，2試合に出場した．第9回マニラ大会でも代表に選ばれたが，出場の機会はなかった．中学時代に陸上で鍛え，100ｍ走は常時11秒前後で，陸上競技部に応援を頼まれたという俊足を生かしフルバックをつとめ，「敵のフォワードより早い」のが自慢で，．水戸高校の1年先輩に当たる春山泰雄も早稲田大学チームに参加している．

### 代表歴

#### 出場大会
- 1927年：第8回極東選手権競技大会

#### 試合数
- 国際Aマッチ 2試合 0得点

| 日本代表 | 国際Aマッチ | 国際Aマッチ | その他 | その他 | 期間通算 | 期間通算 |
| 年       | 出場        | 得点        | 出場   | 得点   | 出場     | 得点     |
| -------- | ----------- | ----------- | ------ | ------ | -------- | -------- |
| 1927     | 2           | 0           | 0      | 0      | 2        | 0        |
| 通算     | 2           | 0           | 0      | 0      | 2        | 0        |

### 出場
| No. | 開催日         | 開催都市 | スタジアム | 対戦相手   | 結果 | 監督 | 大会       |
| --- | -------------- | -------- | ---------- | ---------- | ---- | ---- | ---------- |
| 1.  | 1927年08月27日 | 上海     |            | 中華民国   | ●1-5 |      | 極東選手権 |
| 2.  | 1927年08月29日 | 上海     |            | フィリピン | ○2-1 |      | 極東選手権 |

## 医学での業績
専門は消化器内科学，消化管内視鏡学．戦前から胃鏡(胃内視鏡)の臨床，研究に取り組み，後輩の常岡健二らとともに多くの胃鏡症例を積み重ね，1949年に著した「胃鏡診断学」は当時の胃鏡診断のバイブルとなった．しかし当時の胃鏡はシンドラー型軟性胃鏡と言われるもので，軟性とは名ばかりで先端がわずかに弯曲する程度で事実上まっすぐな金属管であり，患者の苦痛はたいへんなものであった．日本では，1952年にゴム管の先に小型カメラをつけた胃カメラが臨床に供され，患者の苦痛は軽減したものの，胃内を直視することはできず，カメラで盲目的に胃内を撮影してあとで現像するものであった．一方アメリカではファイバースコープの開発が進められていた．ファイバースコープは，グラスファイバーを束ねた柔軟なケーブルを体内に挿入し，検者はスコープで直視下に観察しながら自在に操作することができる．1958年，第1回世界消化器病学会の席上，満を持して胃カメラの画像を発表した日本の研究者グループは，アメリカから発表されたファイバースコープに衝撃をおぼえた．当時のファイバースコープは，まだ画素数が少なく，胃カメラに比べればはるかに画質が劣ったが，盲目的な撮影しかできない胃カメラに対し，自在に方向を変えて直視下に観察できるファイバースコープの優位性は明らかであった．近藤臺五郎はこれに着目し，アメリカからファイバースコープを持ち帰り，1963年近藤の指導のもと町田製作所が国産第1号機を完成，翌年にはオリンパス光学からも製品が発売され，以来日本は消化管ファイバースコープの開発で世界をリードしている．近藤はファイバースコープの改良，研究を重ねると同時に多くの後進を指導した．近藤をトップとする内視鏡研究グループはその固い結束から「近藤軍団」「近藤兵団」などと呼ばれ，月1回木曜日に開かれる「木曜会」はその後の消化管内視鏡医学をリードする多くの研究者，臨床医を輩出した．近藤の診察術は，非常に丁寧で，特にその腹部触診法は神業であったと，その指導を受けた多くの医師が口を揃えている．

## 主著
- 近藤薹五郎，常岡健二「胃鏡診断学」南條書院（1949）
- 近藤薹五郎，常岡健二「図説消化器病のレ線診断」南山堂 (1956)
- 近藤薹五郎，川上澄「ベッドサイドの腹部の診かた」 南山堂（1967）
- 近藤薹五郎「今日の消化器病の診断と治療」医学図書出版株式会社（1972）
- 近藤薹五郎, 名尾良憲, 竹本 忠良「消化器内科診断学（上･下）」南山堂（1976）

## 博士論文
「悪性貧血症の胃鏡学的研究」(1944年)